# オルリコ
オルリコ(Orulico。1985年11月19日- )は、中国内モンゴル自治区フフホト市出身の女性歌手、舞踊家。本名は、ボルジギン・オルリコ（中国語 包・烏日麗格、簡体字 包・乌日丽格）。身長167cm。

## 経歴・人物
姓のボルジギン（ボ）はチンギス・カンの末裔ともいわれ、名のオルリコはモンゴル語で芸術を意味する。父親はモンゴル相撲のコーチ、母はモンゴル舞踊家。1995年、甘粛省蘭州市の西北民族学院(現西北民族大学)音楽舞踏系に11歳で入学、モンゴル伝統舞踏を専攻。2000年の卒業後、甘粛省武警総隊文工団に入団し、モンゴル舞踊を続けていたが、日本で活動していた母から送られたCDを聞いて日本の音楽が好きになり、2003年に妹とともに来日、母と共にモンゴル舞踏を披露しつつ、尊敬するテレサ・テンのような歌手になることを目指して、レッスンを積んだ。妹のイラナ（Yilana、伊拉娜）はモリンホール（馬頭琴）奏者として活動しており、モンゴル伝統民謡歌手の叔母もいる。
歌声や歌い方がテレサ・テンに似ていると注目されている。2010年のデビューシングル「ひぐらしの坂」にカップリングされている「忘れないで」は、荒木とよひさ作詞、三木たかし作曲のコンビでテレサ・テンのために作った、急逝によって歌われぬままとなった楽曲で、2001年にアグネス・チャンと北原ミレイが同時にCD化している。オルリコの「忘れないで」にはイラナのモリンホールもフィーチャーされている。

## 受賞歴
- 2004年10月 - フジテレビ『笑っていいとも!』アジア美少女オーディショングランプリ受賞
- 2007年 - 2007中華小姐環球大賽日本賽区 最佳才芸賞受賞
- 2011年12月 - 日本歌手協会2011年度最優秀新人賞[2]

## ディスコグラフィー

### シングル
- ひぐらしの坂／忘れないで -Time to say goodbye- (KICM-30293。2010年7月21日発売)
- 愛されていたい／忘れな草をあなたに (KICM-30358。2011年6月22日発売)
- あいたくて／草原の虹／好想再見你 (KICM-30433。2012年7月25日発売)
- あなたのとなりには／水辺のあなた〜THE WATER IS WIDE〜／字母歌(いろはうた)(KICM-30649。2015年5月13日発売)
- 駅路(えき)／恋姫(KICM-30727。2016年5月25日発売)

### アルバム
- 風ノ詩 (KICX-799。2011年6月22日発売)
- オルリコ ベストアルバム2010-2015( KICX-979。2016年5月25日発売)

### 参加作品
- 五木ひろし全曲集2012 - 五木ひろし、オルリコ「誰よりも愛した人」収録　(FKCX-5059。2011年12月7日発売)

- 映画「009 RE:CYBORG」(2012年10月公開)オリジナルサウンドトラックCD「SOUND OF 009 RE:CYBORG」(VPCG-84931。2012年10月24日発売)

- 女性ポップス“新"黄金時代〜甦る名曲カバー集〜「また君に恋してる」「ひだまりの詩」「時の流れに身をまかせ」「手紙」「白い色は恋人の色」「或る日突然」(KICX-893。2013年11月27日発売)

- NHK木曜時代劇「鼠、江戸を疾る」オリジナルサウンドトラック(NGCS-1036。2014年2月19日発売)